# Liste des guerres du Vietnam
Cette liste regroupe les guerres et conflits ayant eu lieu sur l'actuel territoire vietnamien ou ayant vu la participation du Viêt Nam sous ses différentes entités. Voici une légende facilitant la lecture de l'issue des guerres ci-dessous :
- Victoire vietnamienne
- Défaite vietnamienne
- Autre résultat (par exemple un traité ou une paix sans un résultat clair, un statu quo ante bellum, un résultat inconnu ou indécis)
- Conflit en cours

## Dai Viêt
| Début        | Fin          | Nom du conflit        | Belligérants                | Belligérants  | Lieu              | Issue                                    |
| Début        | Fin          | Nom du conflit        | Alliés (y compris Viêt Nam) | Ennemis       | Lieu              | Issue                                    |
| ------------ | ------------ | --------------------- | --------------------------- | ------------- | ----------------- | ---------------------------------------- |
| 9 avril 1288 | 9 avril 1288 | Bataille du Bach Dang | Dai Viêt                    | Dynastie Yuan | Rivière Bạch Dang | Victoire vietnamienne Survie du Dai Viêt |

## Dynastie Nguyen
| Début              | Fin         | Nom du conflit          | Belligérants                | Belligérants            | Lieu            | Issue                                                                              |
| Début              | Fin         | Nom du conflit          | Alliés (y compris Viêt Nam) | Ennemis                 | Lieu            | Issue                                                                              |
| ------------------ | ----------- | ----------------------- | --------------------------- | ----------------------- | --------------- | ---------------------------------------------------------------------------------- |
| 1er septembre 1858 | 5 juin 1862 | Campagne de Cochinchine | Viêt Nam                    | Empire français Espagne | Sud du Viêt Nam | Défaite vietnamienne Traité de Saïgon La Cochinchine devient une colonie française |
| 1883               | 1885        | Expédition du Tonkin    | Viêt Nam Dynastie Qing      | France                  | Tonkin          | Défaite vietnamienne Protectorats français sur l'Annam et le Tonkin                |

## République démocratique du Viêt Nam
| Début             | Fin             | Nom du conflit     | Belligérants                                                  | Belligérants                                                                                            | Lieu                | Issue                                                                               |
| Début             | Fin             | Nom du conflit     | Alliés (y compris Viêt Nam)                                   | Ennemis                                                                                                 | Lieu                | Issue                                                                               |
| ----------------- | --------------- | ------------------ | ------------------------------------------------------------- | --- | ------------------- | ----------------------------------------------------------------------------------- |
| 19 décembre 1946  | 21 juillet 1954 | Guerre d'Indochine | Viêt Minh Pathet Lao Khmers issarak                           | Union française : France État du Viêt Nam Protectorat français du Cambodge Protectorat français du Laos | Indochine française | Victoire du Viêt Minh Accords de Genève Partition du Viêt Nam                       |
| 1er novembre 1955 | 30 avril 1975   | Guerre du Viêt Nam | Viêt Nam du Nord Front national de libération du Sud Viêt Nam | Viêt Nam du Sud États-Unis                                                                              | Viêt Nam            | Victoire du Viêt Nam du Nord Réunification du Viêt Nam sous l'égide des communistes |

## République socialiste du Viêt Nam
| Début            | Fin             | Nom du conflit                                   | Belligérants                | Belligérants                 | Lieu                                                            | Issue                                                                                              |
| Début            | Fin             | Nom du conflit                                   | Alliés (y compris Viêt Nam) | Ennemis                      | Lieu                                                            | Issue                                                                                              |
| ---------------- | --------------- | ------------------------------------------------ | --------------------------- | ---------------------------- | --------------------------------------------------------------- | -------------------------------------------------------------------------------------------------- |
| 3 décembre 1975  | —               | Conflit hmong                                    | Laos Viêt Nam               | Hmongs                       | Laos, Viêt Nam                                                  | en cours                                                                                           |
| 25 décembre 1978 | 7 janvier 1979  | Guerre Cambodge - Viêt Nam                       | Viêt Nam                    | Kampuchéa démocratique       | Cambodge, frontière entre le Cambodge et le Viêt Nam            | Victoire vietnamienne Chute des Khmers rouges Instauration de la République populaire du Kampuchéa |
| 17 février 1979  | 16 mars 1979    | Guerre sino-vietnamienne                         | Viêt Nam                    | Chine Kampuchéa démocratique | Frontière entre la République populaire de Chine et le Viêt Nam | Victoire tactique et militaire vietnamienne Victoire stratégique et politique chinoise             |
| décembre 1987    | 19 février 1988 | Conflit frontalier entre le Laos et la Thaïlande | Laos Viêt Nam               | Thaïlande                    | Frontière entre le Laos et la Thaïlande                         | statu quo ante bellum                                                                              |